# Vanderbilt Avenue
A Vanderbilt Avenue (Avenida Vanderbilt) é o nome de três ruas na cidade de Nova Iorque, todas nomeadas em homenagem a Cornelius Vanderbilt, o construtor da Grand Central Terminal.

## Brooklyn
A Avenida Vanderbilt, no Brooklyn transporta tráfego norte e o sul, entre a Grand Army Plaza (40°40'30"N 73°58'11"W / 40.67500°N 73.96972°W) e a Avenida Flushing, onde a Avenida Vanderbilt é a porta para Brooklyn Navy Yard (40°41'52"N 73°58'14.5"W / 40.69778°N 73.970694°W).
Esta avenida atende aos bairros de Fort Greene e Prospect Heights.
A linha de ônibus B69, que passava como uma linha de bonde em 1950, faz serviço na avenida. Houve também duas estações de metrô, que já foram demolidas nesta avenida.

## Manhattan
A Avenida Vanderbilt, em Manhattan, inicia-se entre as ruas 42 e 47, e termina entre a Park Avenue e Madison Avenue. Ele foi construído no final da década de 1860 como resultado da construção da Grand Central.

## Staten Island
Vanderbilt Avenue corre de nordeste-sudoeste, passando na Costa Leste .Tem cerca de 1 milha (1,61 milha (1,6 km) de comprimento e serve os bairros de Clifton, Stapleton , Concord, e Grymes Hill. O nordeste final é na Bay Street (40°37'20"N 74°4'23"W / 40.62222°N 74.07306°W), a oeste de Clifton do Staten Island Railway e a leste de Bayley Seton Hospital.